# Chaetodontoplus septentrionalis
Chaetodontoplus septentrionalis là một loài cá biển thuộc chi Chaetodontoplus trong họ Cá bướm gai. Loài này được mô tả lần đầu tiên vào năm 1844.

## Từ nguyên
Từ định danh của loài trong tiếng Latinh mang nghĩa là "ở phương bắc", hàm ý có lẽ đề cập đến phạm vi phân bố của chúng (mở rộng đến Tây Bắc Thái Bình Dương).

## Phạm vi phân bố và môi trường sống
C. septentrionalis là một loài bản địa của Tây Thái Bình Dương. Phạm vi của loài này trải dài từ vùng biển phía nam bán đảo Triều Tiên và phía nam Nhật Bản (bao gồm quần đảo Ogasawara) trải dài về phía nam đến đảo Đài Loan và từ bờ biển Nam Trung Quốc trải dài đến bờ biển Việt Nam, dọc theo bờ biển vịnh Thái Lan đến bán đảo Mã Lai.
Loài này sống tập trung gần các rạn san hô và mỏm đá ngầm ở độ sâu khoảng từ 5 đến 60 m.

## Mô tả
C. septentrionalis có chiều dài cơ thể tối đa được biết đến là 22 cm. C. septentrionalis có màu nâu da cam với các dải sọc ngang màu xanh lam sáng. Đầu cũng có những vệt màu xanh tương tự. Vây đuôi có màu vàng (ở cả cá con). Vây hậu môn và vây lưng được viền xanh óng với một dải đen cận rìa. Cá con có màu đen với một dải vàng phía sau đầu. Vây hậu môn và vây lưng có dải viền vàng.

## Sinh thái học
Thức ăn chủ yếu của C. septentrionalis là hải miên (bọt biển) và những loài thuộc phân ngành Sống đuôi. Loài cá này thường được quan sát là sống đơn độc (hiếm khi hợp thành nhóm nhỏ).
C. septentrionalis là một loài cá cảnh ít khi được xuất khẩu, và đã được nhân giống nuôi nhốt thành công. Trong môi trường nuôi nhốt, C. septentrionalis đã lai tạp với Chaetodontoplus conspicillatus, một loài đặc hữu của khu vực biển San Hô.
Nhiều cá thể mang kiểu hình trung gian giữa C. septentrionalis và C. cf melanosoma, quần thể được cho là của Chaetodontoplus melanosoma ở Nhật-Đài nhưng có sự khác biệt về kiểu hình so với quần thể melanosoma thực sự ở Đông Nam Á đã được quan sát ở khu vực giữa Nhật Bản và đảo Đài Loan. Chaetodontoplus chrysocephalus, một loài có tình trạng phân loại còn mơ hồ, được nghĩ là con lai giữa hai loài này.

### Trích dẫn
- Richard L. Pyle (2003). A systematic treatment of the reef-fish Family Pomacanthidae (Pisces: Perciformes) (PDF) (Tiến sĩ). Đại học Hawaii. Lưu trữ ngày 21 tháng 5 năm 2021 tại Wayback Machine